# Leopold Bauer (Architekt)

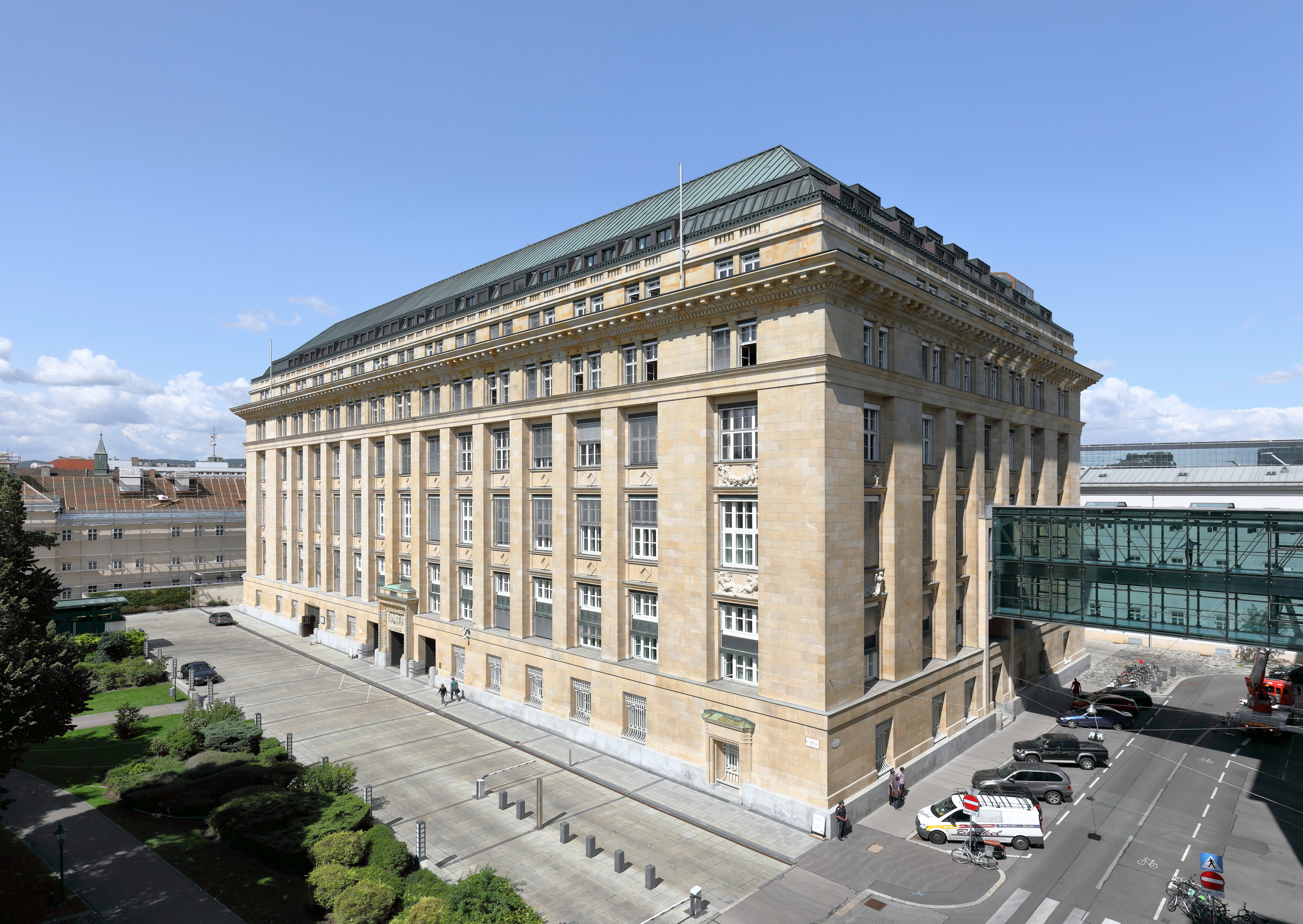
Oesterreichische Nationalbank (1912–1919)

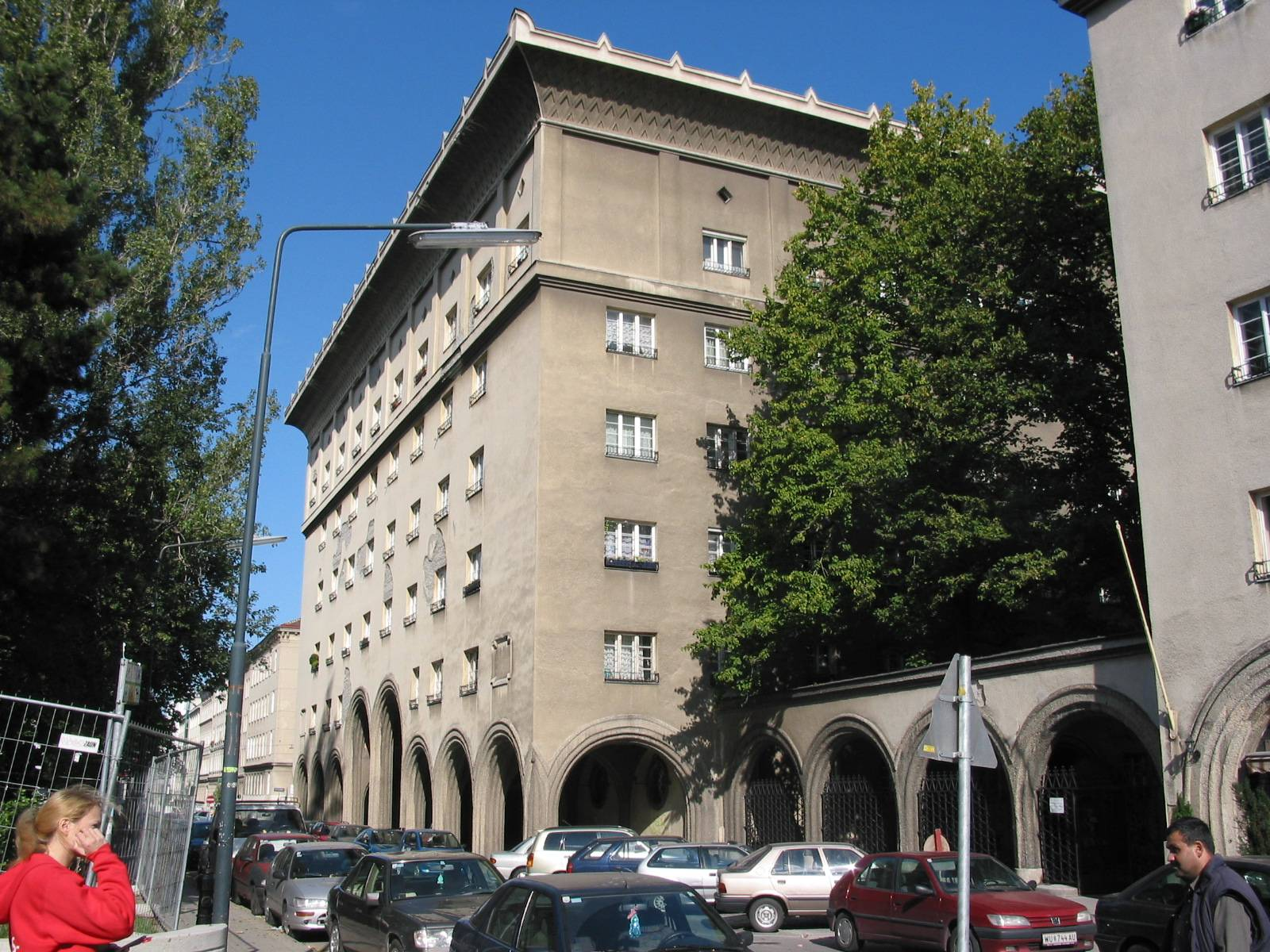
Gemeindebau Vogelweidhof (1925–1927)

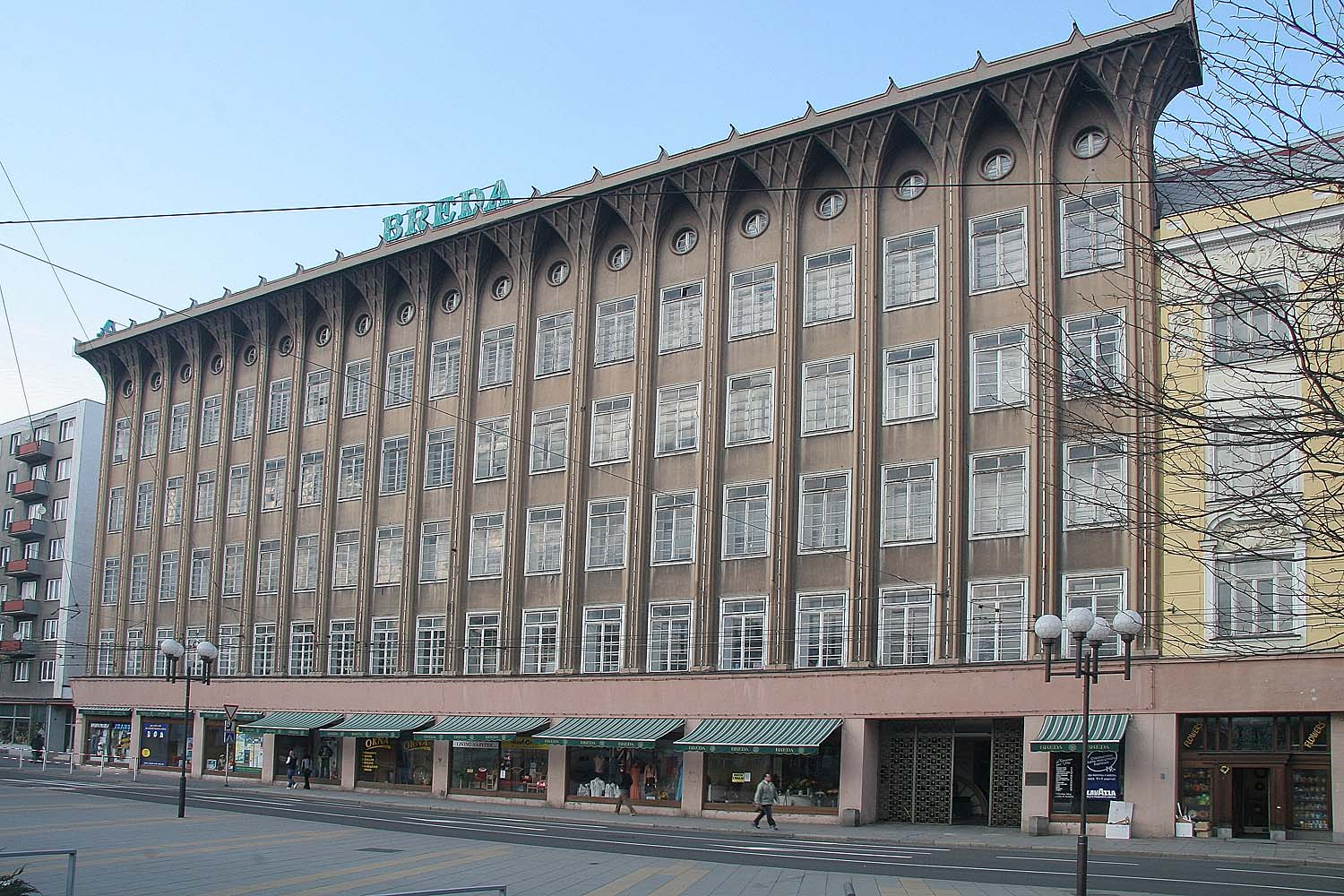
Warenhaus Breda Weinstein in Opava (1926–1928)

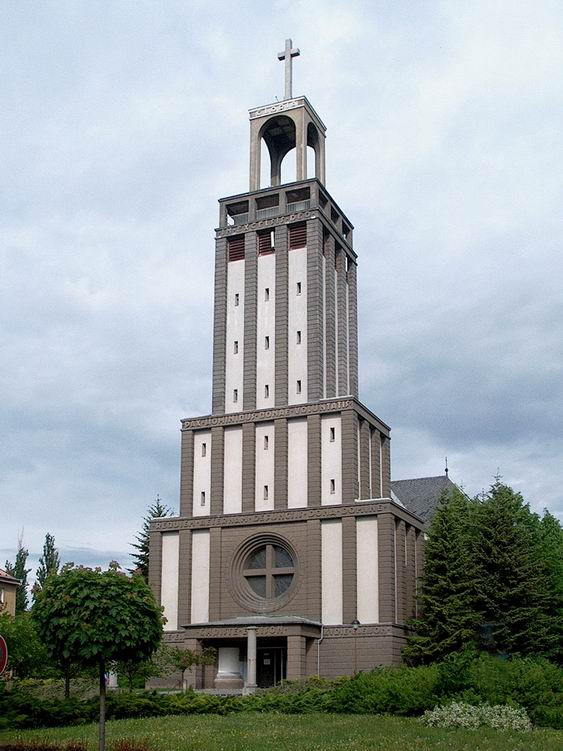
Kirche Sankt Hedwig in Opava (1932–1938)

Leopold Bauer (* 1. September 1872 in Jägerndorf, Österreichisch-Schlesien; † 7. Oktober 1938 in Wien) war ein böhmisch-österreichischer Architekt.

## Leben
Bauer, der Sohn eines Hotelbesitzers, absolvierte die Realschule in seinem Heimatort und anschließend die Staatsgewerbeschule in Brünn, einer seiner dortigen Klassenkameraden war Josef Hoffmann, der ebenfalls ein berühmter Architekt werden sollte. Bauer studierte erst unter Carl von Hasenauer, dann bei Otto Wagner Architektur in Wien. Er gehörte zu dessen begabtesten Studenten und arbeitete nach seinem Studium auch zeitweise in dessen Privatatelier.
Bauers Auffassung von Architektur ging vom Prinzip absoluter Zweckmäßigkeit aus und befürwortete die Maschinenzivilisation und die Vereinigung von Hygiene, Komfort und Schönheit. Stilistisch nahm Bauer allerdings mit den Jahren eine deutliche Abkehr von der Moderne vor.
Bei dem von Alexander Koch ausgeschriebenen Wettbewerb um das „Haus eines Kunstfreundes“ erhielt Bauer im Jahr 1902 ex aequo mit Baillie Scott und Charles Rennie Mackintosh den ersten Preis. Seine ersten Aufträge waren Landhäuser in Mähren und Schlösserrestaurierungen.
Sein Hauptwerk ist der zum monumentalen Neoklassizismus tendierende Bau der Österreichischen Nationalbank. 1913 bis 1919 war Bauer als Nachfolger Otto Wagners Leiter der Spezialschule für Architektur an der Akademie der Bildenden Künste Wien. Auf Druck von politisch linker Seite musste er aber diese Position aufgeben.
Er publizierte in der Folge viel zu Fragen der Architektur, vor allem die Neue Freie Presse gab seinen Ansichten Raum.
Leopold Bauer war ein frühes Mitglied des Deutschen Künstlerbundes. Sein Name findet sich im Mitgliederverzeichnis des Ausstellungskatalogs zur 3. DKB-Jahresausstellung 1906 im Großherzoglichen Museum Weimar.
Er wurde am Hütteldorfer Friedhof bestattet.

## Bauten und Entwürfe (Auswahl)
- 1901: Villa für Dr. K. Reißig in Brünn (Brno)
- 1906–1907: Eigene Villa in Wien-Hietzing, Auhofstraße 230
- vor 1907: Villa für den Glasfabrikanten Baron Maximilian von Spaun in Klostermühle (Böhmen) (Klášterský Mlýn bei Rejštejn)[4]
- 1906–1910: Umbau von St.-Nikolai-Kirche (heutige Kathedrale) in Bielitz-Biala (Bielsko-Biała)
- 1908: Villa für einen Industriellen in Wien-Döbling, Himmelstraße 26
- 1910: Haus der Handels- und Gewerbekammer in Troppau (Opava)[5]
- 1911–1919: Bankgebäude für die Österreichisch-Ungarische Bank (heute Oesterreichische Nationalbank) in Wien-Alsergrund, Otto-Wagner-Platz 3
- 1925–1927: Wohnanlage „Vogelweidhof“ für die Gemeinde Wien in Wien-Rudolfsheim-Fünfhaus, Hütteldorfer Straße 2a
- 1928–1929: Villa für Victor von Joly in Wien-Hietzing, Braunschweiggasse 12

## Publikationen
- Verschiedene Skizzen, Entwürfe und Studien. Ein Beitrag zum Verständnis unserer modernen Bestrebungen in der Baukunst. Schroll, Wien 1899.
- Das Haus eines Kunstfreundes. Ein Entwurf in 12 Tafeln (= Meister der Innen-Kunst, Band 3, ZDB-ID 2457739-X). Koch, Darmstadt 1902.
- Gesund wohnen und freudig arbeiten. Probleme unserer Zeit. Schroll, Wien 1919.
- Das neue Gebäude der Österreichischen Nationalbank. Österreichische Nationalbank, Wien 1925.
- Feuilleton. Drei Architekten unserer Zeit. Oskar Strnad, Klemens Holzmeister, Friedrich v. Thiersch. In: Neue Freie Presse, Abendblatt, Nr. 21870/1925, 3. August 1925, S. 1 ff. (online bei ANNO).